# Jules Leroux (homme politique)
Pour les articles homonymes, voir Jules Leroux et Leroux.
Charles Jules Leroux, né le 3 septembre 1805 à Paris, mort le 7 novembre 1883 à Icaria-Speranza, dans le comté de Sonoma (Californie), est un imprimeur et un député français, figure du socialisme utopique du XIXe siècle.

## Biographie

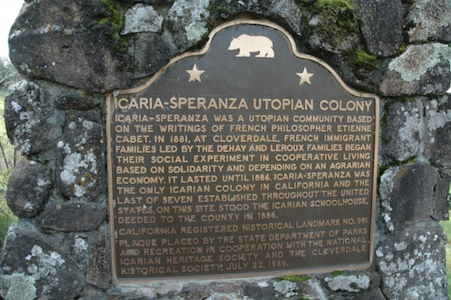
Plaque commémorant l'emplacement de la colonie utopiste Icaria-Speranza dans le comté de Sonoma, en Californie, où Jules Leroux termina sa vie.

Frère de Pierre Leroux, il exerce la profession d'imprimeur, participant au Phalanstère de Boussac (Creuse) à partir de 1844. Entre octobre 1845 et août 1850, les deux frères font paraître douze numéros de la Revue sociale, ou Solution pacifique du problème du prolétariat.
Le 3 mai 1849, il est élu député de la Creuse à l'Assemblée législative sur la liste des républicains démocrates-socialistes, le 3e sur 6 avec 16 888 voix sur 39 471 votants et 73 014 inscrits. Siégeant sur les bancs de la Montagne, il vote contre l'expédition de Rome, la loi Falloux-Parieu sur l'enseignement ou la loi électorale du 31 mai 1850, restreignant le suffrage universel. Opposé à la politique de Louis-Napoléon Bonaparte, il abandonne la vie publique après le coup d'État du 2 décembre 1851 et s'exile à Londres puis à Jersey.
Accompagné de sa femme et de ses sept enfants, il tente en vain d'entretenir les siens en travaillant dans l'agriculture. En 1866, il émigre aux États-Unis et s'installe dans le Kansas, où il crée une communauté égalitaire baptisée New Humanity. Toutefois, vieilli et fatigué, il cède sa part à l'un de ses gendres au début de 1867 et s'achète du matériel d'imprimerie. Correspondant officiel à Topeka du Bulletin de l'Union républicaine de langue française de Claude Pelletier en 1870, il fait paraître à Neuchatel, dans le nord du Kansas, un journal intitulé L'Etoile du Kansas et sous-titré « organe de la République française et universelle », du 1er janvier 1873 à décembre 1880.
Il s'installe ensuite dans le comté de Sonoma près de Cloverdale, en Californie, et y participe à une seconde communauté égalitaire icarienne, Icaria-Speranza, où il publie L’Étoile des pauvres et des souffrants (1er janvier 1881-24 octobre 1883). Dans le dernier numéro, le 24 octobre 1883, paraît un article nécrologique, rédigé par l'un de ses fils, qui commence par ces mots : « Jules Leroux, chrétien, philosophe, communiste, vient de mourir, exilé, près de Cloverdale, Comté de Sonoma, État de Californie. »

## Œuvre
- Aux ouvriers typographes. De la Nécessité de fonder une association ayant pour but de rendre les ouvriers propriétaires des instruments de travail, Paris, imprimerie de L.-E. Herhan, 1833, 15 p.
- Le Prolétaire et le bourgeois, dialogue sur la question des salaires, où l'on démontre que la baisse des salaires ne profite à personne, Paris, Perrotin, 1840, 32 p.
- Thomas le rageur, comédie-vaudeville, (créé au Gymnase dramatique, 10 décembre 1842), Paris, Beck, 1842, 20 p.
- Qu'est-ce que la république ? À propos de la circulaire de M. de Lamartine. Liberté, égalité, fraternité, unité. À MM. les membres du gouvernement provisoire (signé : Jules Leroux, de Boussac), Paris, G. Sandré
- Aux électeurs de la Creuse (24 mars 1849), Boussac
- Lettre d'un candidat de 1849 aux électeurs d'avant 1848, au sujet d'un fait étrange de leur histoire passée, (signé : Jules Leroux, 18 avril 1849), Boussac, imprimerie de Pierre Leroux
- Élection dans la Creuse. À tous (30 avril 1849.), Paris, G. Sandré
- Proposition tendant à l'abolition de la misère par la création d'une institution sociale nouvelle, présentée, le 12 mai 1851, Paris, imprimerie de l'Assemblée nationale, 1851, 1 p.
- De la guerre d'Orient, de son principe et de sa fin, Corning (Iowa), Se vend chez l'auteur, 1877, 15 p.

## Sources
- Dictionnaire des parlementaires français de 1789 à 1889.
- « Jules Leroux (homme politique) », dans Adolphe Robert et Gaston Cougny, Dictionnaire des parlementaires français, Edgar Bourloton, 1889-1891 [détail de l’édition]